# Филимонов, Виктор Яковлевич
Виктор Яковлевич Филимонов (1 октября 1937, Зимницы, Смоленская область, РСФСР, СССР — 17 февраля 2021, Калуга, Россия) — советский и российский историк, доктор исторических наук, профессор. Декан исторического факультета Калужского государственного университета имени К. Э. Циолковского (1977—1996), заведующий кафедрой отечественной истории (1996—2015), директор департамента образования и науки Калужской области (1996—2000).

## Биография
Виктор Яковлевич Филимонов родился 1 октября 1937 года в деревне Зимницы Кировского района современной Калужской области. Он был десятым ребёнком в семье. Его родители — Яков Андреевич и Мария Егоровна Филимоновы. Виктор Филимонов вспоминал: «Семья моя была многодетной, я был самым младшим, десятым, ребёнком. В семье меня звали „тысячник“. Дело в том, что в те годы государство платило многодетным семьям тысячу рублей (по тем меркам большие деньги). Но для их получения нужно было ехать в Москву. Вот так в годовалом возрасте вместе с мамой я впервые оказался в столице, где ей за десятого ребёнка вручили орден «Материнская слава» и тысячу рублей. Отец работал на железной дороге, сторожем на мосту через реку Неручь».
Окончив начальную школу в д. Зимницах и семилетнюю школу с. Бережки Кировского района, в 1951—1955 годах продолжил учёбу в Кировском педагогическом училище. В 1955 году поступил на исторический факультет Калужского государственного педагогического института. В 1960—1962 годах работал учителем истории, физической культуры и пения Бетлицкой школы-интерната Куйбышевского района Калужской области.
В 1962—1966 годах — ассистент, старший преподаватель кафедры истории СССР Калужского государственного педагогического института.
В 1966—1969 годах обучался в аспирантуре Ленинградского государственного педагогического института им. А. И. Герцена (научные руководители — А. Ф. Скляров, А. З. Ваксер). В 1971 году защитил диссертацию на соискание учёной степени кандидата исторических наук на тему «Роль города в восстановлении сельского хозяйства. 1921—1925 гг. (по материалам Ленинградской губ.)». В том же году получил учёное звание доцента. В 1969—1976 годах работал в должности старшего преподавателя, доцента кафедры истории СССР исторического факультета КГПИ, был лектором калужского областного отделения всероссийского общества «Знание».
В 1970-е и 1980-е годы — декан исторического факультета.
В 1989 году защитил диссертацию на соискание учёной степени доктора исторических наук на тему «Взаимоотношения города и деревни в 1921—1925 гг. (по материалам Центра и Северо-Запада РСФСР)» (учителя — В. П. Дмитренко, В. П. Данилов, Э. М. Щагин). В 1991 году Филимонову было присвоено звание профессора.
С 1996 по 2000 год В. Я. Филимонов являлся директором департамента образования и науки Калужской области, с 1996 по 2015 год — заведующий кафедрой отечественной истории КГУ им. К. Э. Циолковского. С 2016 года — профессор-консультант КГУ им. К. Э. Циолковского.

## Научная деятельность
В. Я. Филимонов является автором более 100 публикаций по проблемам истории российского крестьянства в XX века, социальной истории советской России, аграрной политики советской власти, взаимоотношениям города и деревни, истории Калужского края, в числе которых — статьи в журналах «История СССР», «Вопросы истории», доклады на сессиях Симпозиума по аграрной истории стран Восточной Европы, монографии: «Город и деревня в 1921—1925 гг. (по материалам европейской России)» (Л., 1984), «История крестьянства Западного региона России. 1917—1941» (в соавт.) (Калуга, 2002), «Калужский край в XX веке» (в соавт.) (Калуга, 2014), «Суровые сороковые… Калужский край в годы Великой Отечественной войны 1941—1945 гг.» (в соавт.) (Калуга, 2015), «Калужская энциклопедия» и др.
По инициативе и при активном участии В. Я. Филимонова увидели свет книги «Калужская классическая гимназия», посвященная николаевской классической гимназии — старейшему центру гуманитарного образования губернии, а также летопись истории исторического факультета КГУ им. К. Э. Циолковского — «История истфака».
В. Я. Филимоновым и его учениками опубликован ряд ценных исторических источников, в том числе — дневник М. В. Устрялова (1941—1944), сборник документов о революционных событиях 1917 года в Калужской губернии, сборник документов для учащихся 9-10 классов средних школ Калужской области «Изучая родной край» (в соавторстве), множество отдельных документов по истории российской деревни и крестьянства в XX века.
Статьи в калужской областной прессе о малоизвестных и драматических страницах истории Калуги и Калужского края.
В. Я. Филимонов стоял у истоков многих научных и научно-практических конференций. В течение многих лет являлся членом экспертного совета РГНФ по истории.
Под председательством и по инициативе Филимонова на базе исторического факультета в 2003—2019 годах состоялись девять конференций, посвященных жизни и наследию Н. В. Устрялова, вызывавших искренний интерес историков Москвы, Рязани, Нижнего Новгорода, Калуги и Санкт-Петербурга.
Во многом благодаря ему калужский истфак многие годы был местом встреч, общения студентов и научной общественности с видными историками, учёными-архивистами, ветеранами Великой Отечественной войны. Филимонов инициировал размещение на историческом факультете КГУ им. К. Э. Циолковского научного архива и библиотеки В. П. Данилова, переданного семьей учёного. По предложению В. Я. Филимонова с 2013 года при кафедре истории создана и действует научная лаборатория по изучению истории и современности западнорусской деревни.
Под руководством Виктора Яковлевича сформировалась научная школа, изучающая историю российского крестьянства в XX века.
Многие годы Филимонов был членом диссертационного совета по историческим наукам при Брянском государственном университете им. акад. И. Г. Петровского.